# Очух (филм из 1987)
Очух (енгл. The Stepfather) је амерички психолошки хорор филм из 1987. године, редитеља Џозефа Рубена, са Теријем О’Квином, Џил Шулен и Шели Хек у главним улогама. Радња прати серијског убицу чије жртве су породице без оца, у којима он покушава да заузме ту улогу као очух, али када у томе не успе, показује своје право лице. Прича је делимично инспирисана истинитим масовним убиством које је починио Џон Лист, иако је прилагођена ери слешер филмова из периода 1980-их.
Филм је премијерно приказан 23. јануара 1987. Зарадио је 2,5 милиона долара и добио позитивне оцене критичара. О’Квин је био номинован за Награду Сатурн за најбољег главног глумца, али је изгубио од Џека Николсона.
Очух се данас сматра култним класиком. Изродио је два наставка, као и истоимени римејк из 2009.

## Радња
На почетку филма човек који се представља као Хенри Морисон убија целу породицу са којом је живео. Након тога, она мења идентитет, представља се као Џери Блејк и започиње нову потрагу за „савршеном породицом”. Он упознаје удовицу Сузеан Мејн, са којом се убрзо венчава. Међутим, Сузанина ћерка, Стефани, покушава да сазна што више детаља из прошлости њеног новог очуха...

## Улоге
| Глумац          | Улога                                             |
| --------------- | ------------------------------------------------- |
| Тери О’Квин     | Џери Блејк / Хенри Морисон / Бил Хоџкинс / „Очух” |
| Џил Шулен       | Стефани Мејн                                      |
| Шели Хек        | Сузан Мејн                                        |
| Чарлс Лањер     | др А. Бондурант                                   |
| Стивен Шелен    | Џим Огилви                                        |
| Стивен Е. Милер | Ал Бренан                                         |
| Робин Стиван    | Карен                                             |
| Џеф Шулц        | Пол Бејкер                                        |
| Линдзи Борн     | наставница уметности                              |
| Ана Хаган       | госпођа Лејтнер                                   |